# Акдагмадени
Акдагмадени (тур. Akdağmadeni) — город в Турции, в иле Йозгат в Центральной Анатолии. Город находится в котловане севернее горы Акдаг (Akdağ «белая гора»). Мэр — Супхи Даштан (Suphi Daştan).
Название образовано от maden «рудник» и переводится как «рудник Акдаг».
Основан в 1832 году греческими рабочими из Арьируполиса (ныне Гюмюшхане) в результате оскудения рудников Гюмюшхане.
К 1880 году рудники Акдагмадени также оскудели и население постепенно перешло к сельскому хозяйству и торговле.
В начале XX века в городе проживало 1200 греческих семей, 200 турецких и 80 армянских.
Примечательно, что и турки в своем большинстве были криптохристианами и проявили своё христианство своим участием в Пасхальной службе в храме Святого Харлампия в 1876 г.
В Первую мировую войну в ходе Малоазийской катастрофы христианское население подверглось гонениям и значительная его часть погибла. Оставшаяся в живых часть греческого населения была вынуждена в 1923 году по греко-турецкому обмену населением переселиться в Грецию. Сегодняшнее население города — турки. Можно только предположить о существовании криптохристиан.